# 春夏秋冬 (Steady&Co.の曲)
「春夏秋冬」（しゅんかしゅうとう）は、Steady&Co.の2枚目のシングルである。2001年10月24日発売。発売元はワーナーミュージック・ジャパン。

## 概要
- 事実上のラストシングルとなっている。
- AIRの『夏の色を探しに』をサンプリングしている。

## 収録曲
1. 春夏秋冬(4:17)
  - 日本テレビ系『1億人の大質問!?笑ってコラえて!』全世界日本語学校の旅オープニングテーマ
2. 風まかせ(3:44)
3. Fall Time Flow(4:24)

全曲作詞：SHIGEO kj ILMARI 、作曲：Steady&Co.

## 収録アルバム

### 春夏秋冬
- オリジナル『CHAMBERS』（2001年11月28日）

### 風まかせ
- オリジナル『CHAMBERS』（2001年11月28日）